# Tenis stołowy na Letniej Uniwersjadzie 2017
Tenis stołowy na Letniej Uniwersjadzie 2017 – zawody w tenisa stołowego rozegrane w dniach 22–29 sierpnia w New Taipei City Xinzhuang Gymnasium w Tajpej podczas letniej uniwersjady. Do rywalizacji przystąpiło 314 zawodników z 57 państw.

## Medaliści
Mężczyźni
| Konkurencja    | Złoto                                     | Srebro                                          | Brąz                                                |
| Gra pojedyncza | Masataka Morizono                         | Chen Chien-an                                   | Pak Sin-hyok                                        |
| Gra pojedyncza | Masataka Morizono                         | Chen Chien-an                                   | Alexandre Robinot                                   |
| Gra podwójna   | Japonia · Masataka Morizono · Yuya Oshima | Korea Południowa · Jang Woo-jin · Lim Jong-hoon | Chińskie Tajpej · Chen Chien-an · Chiang Hung-chieh |
| Gra podwójna   | Japonia · Masataka Morizono · Yuya Oshima | Korea Południowa · Jang Woo-jin · Lim Jong-hoon | Chińskie Tajpej · Lee Chia-sheng · Liao Cheng-ting  |
| Drużynowo      | Chiny                                     | Japonia                                         | Chińskie Tajpej                                     |
| Drużynowo      | Chiny                                     | Japonia                                         | Korea Południowa                                    |

Kobiety
| Konkurencja    | Złoto                                   | Srebro                                     | Brąz                                         |
| Gra pojedyncza | Jeon Ji-hee                             | Cheng I-ching                              | Kim Song-i                                   |
| Gra pojedyncza | Jeon Ji-hee                             | Cheng I-ching                              | Bernadette Szőcs                             |
| Gra podwójna   | Japonia · Ayami Narumoto · Rei Yamamoto | Korea Północna · Cha Hyo-sim · Kim Nam-hae | Japonia · Minami Ando · Rika Suzuki          |
| Gra podwójna   | Japonia · Ayami Narumoto · Rei Yamamoto | Korea Północna · Cha Hyo-sim · Kim Nam-hae | Korea Południowa · Jeon Ji-hee · Lee Eun-hye |
| Drużynowo      | Korea Południowa                        | Japonia                                    | Chiny                                        |
| Drużynowo      | Korea Południowa                        | Japonia                                    | Chińskie Tajpej                              |

Konkurencje mieszane
| Konkurencja  | Złoto                                         | Srebro                                     | Brąz                                            |
| Gra mieszana | Korea Południowa · Jang Woo-jin · Jeon Ji-hee | Japonia · Kazuhiro Yoshimura · Minami Ando | Chińskie Tajpej · Liao Cheng-ting · Chen Szu-yu |
| Gra mieszana | Korea Południowa · Jang Woo-jin · Jeon Ji-hee | Japonia · Kazuhiro Yoshimura · Minami Ando | Korea Północna · Pak Sin-hyok · Kim Nam-hae     |

## Klasyfikacja medalowa
| Miejsce | Reprezentacja    | Złoto | Srebro | Brąz | Razem |
| ------- | ---------------- | ----- | ------ | ---- | ----- |
| 1.      | Japonia          | 3     | 3      | 1    | 7     |
| 2.      | Korea Południowa | 3     | 1      | 2    | 6     |
| 3.      | Chiny            | 1     | 0      | 1    | 2     |
| 4.      | Chińskie Tajpej  | 0     | 2      | 5    | 7     |
| 5.      | Korea Północna   | 0     | 1      | 3    | 4     |
| 6.      | Francja          | 0     | 0      | 1    | 1     |
| 6.      | Rumunia          | 0     | 0      | 1    | 1     |